# Ferenc Kontra

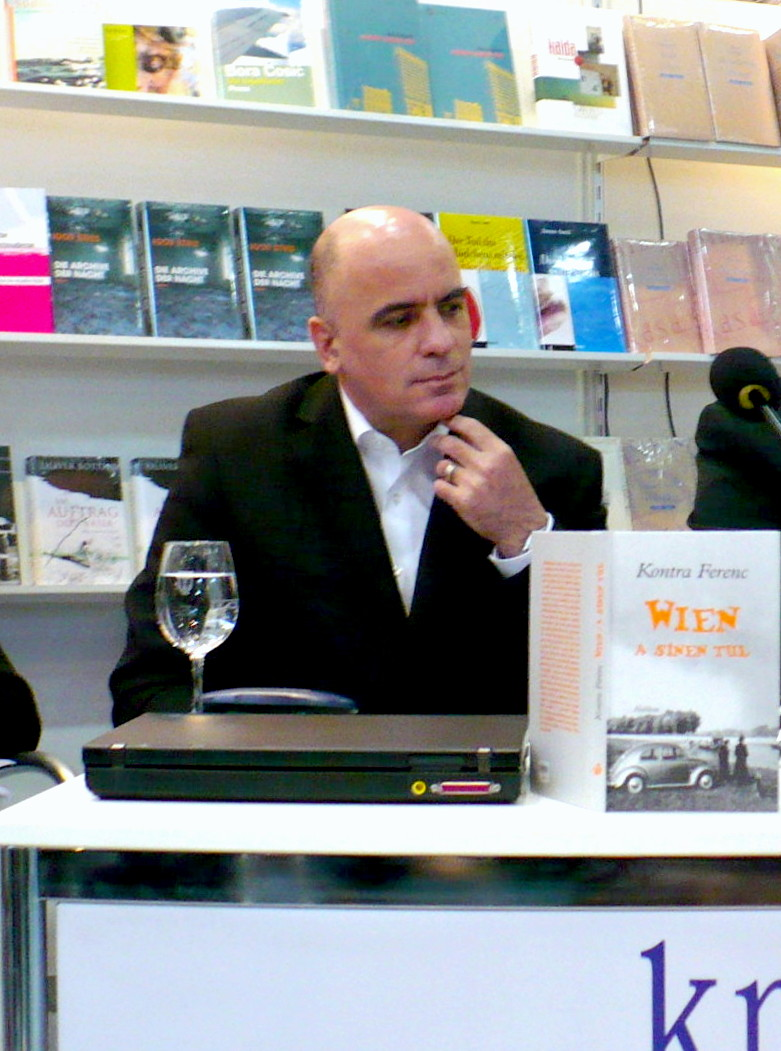
Ferenc Kontra auf der Leipziger Buchmesse (2008)

Ferenc Kontra (* 18. Juni 1958 in Draž, Kroatien) ist ein ungarischer Schriftsteller und Journalist. Er lebt in Novi Sad.

## Leben
Kontra wurde 1958 in Draž (Darázs), einem kleinen Dorf in der Nähe von Eszék (Osijek) im Nordosten Kroatiens, geboren. Hier spielt auch sein erster Roman Drávaszögi keresztek („Drauwinkler Kreuze“, 1988), in dem er die Familiengeschichte der Mutter erzählt. Die Grund- und Mittelschule besuchte Kontra in seiner Heimat Kroatien, danach setzte er seine Ausbildung in Ungarn fort. Er besuchte das Lajos-Nagy-Gymnasium in Pécs. Später hat er die Geschichte der über die Grenze pendelnden Internatsschüler in seinem Roman Gimnazisták („Gymnasiasten“, 2002) thematisiert, der vor dem Hintergrund des Kádár- und Tito-Regimes der siebziger Jahre spielt. Der Roman wurde in Ungarn zu einem großen Erfolg und gehört heute zur Pflichtlektüre an den Mittelschulen.
Kontra studierte an der Universität Szeged Englische und Ungarische Philologie, kehrte anschließend nach Kroatien zurück und arbeitete ab 1983 in der Kulturredaktion der Osijeker Wochenzeitung Magyar Képes Ujság (Ungarische Illustrierte). 1987 zog er nach Novi Sad (Serbien) und war bis 1991 bei der Zeitschrift Új Symposion (Neues Symposion) tätig. Dann wechselte er zur Feuilletonredaktion der dortigen Tageszeitung Magyar Szó (Ungarisches Wort). Heute ist er stellvertretender Chefredakteur dieser Zeitung und Herausgeber der wöchentlichen Literaturbeilage.

## Literarisches Werk
Sein erster Gedichtband Jelenések („Offenbarungen“) erschien 1984 in Osijek. Eine breitere Anerkennung fand er mit seinem zweiten Lyrikband Fehér tükrök („Weiße Spiegel“, 1986), der mit dem Sinkó-Preis ausgezeichnet wurde. In den folgenden zwanzig Jahren schrieb er dann vor allem Prosa und veröffentlichte sieben Novellenbände und sechs Romane in ungarischer Sprache. Seine Erzählungen wurden ins Deutsche (Wolkenbruch, Vaters Erdkunde), ins Englische (River of No Return), ins Polnische (Geografia mego ojca, Zabójstwo z powodu jogurtu, Oberwanie chmury), ins Rumänische (Cine a injunghiat cainele in Messkirch?), ins Französische (La passé est terminé – Il n’y a pas d’historie) und ins Serbische (Svetlosna kazuistika, Nigde na svetu) übersetzt.
In der Woiwodina zeichnete man seine Novellensammlung Nagy a sátán birodalma („Groß ist das Reich des Satans“, 1991) mit dem Szirmai- und den Prosaband Gyilkosság a joghurt miatt („Mord wegen des Joghurts“, 1998) mit dem Híd-Preis aus. Beide Bände führen den Leser zu den öffentlichen und privaten Kriegsschauplätzen des jugoslawischen Zusammenbruchs und rücken dabei besonders das wenig beachtete Schicksal der zwischen die Fronten geratenen ungarischen Minderheit in den Blick.
Ein Stipendium des Budapester Urheberrechtsverbandes Artisjus erhielt Kontra 1995 für den Prosaband Úgy törnel el („So zerbrechen sie“). Die darin enthaltene Erzählung Apa helyén („Auf Vaters Platz“) diente als Vorlage für ein gleichnamiges Fernsehspiel.  2001 gewann Kontra in der Woiwodina den 1. Wettbewerb Ungarischer Dramatiker. Als Stipendiat des Herrenhauses Edenkoben (Rheinland-Pfalz) schrieb er an dem Essayroman A kastély kutyái („Die Hunde vom Schloss“, 2003). Wien jenseits der Gleise erzählt die Geschichte von Ludwig Wien Landsteiner, genannt Wian, der auf der Titelseite eines Wiener Boulevardblattes von einer schrecklichen Tragödie erfährt. Als er auf dem Foto seinen ehemaligen Schulfreund erkennt, werden Erinnerungen an die Kindheit wach, an die ehemalige Fußballmannschaft, an die Welt jenseits der Gleise, in der er aufgewachsen ist und die er glaubte, längst vergessen zu haben. Er hatte den Weg über die Gleise ins bessere Wien beschritten. Dafür hatte seine Mutter gesorgt, die als Gastarbeiterin nach Österreich gekommen war und aus ihrem hier geborenen Sohn einen echten Wiener machen wollte. Indem Kontra Herkunft und Kindheit seines Protagonisten schildert und den Gründen der Tragödie seines Freundes nachspürt, zeichnet er zugleich ein farbiges Bild der Stadt Wien und ihrer unterschiedlichen Gesichter.
Nach „Gymnasiasten“ und „Die Stunde der Wölfe“ bringt der Autor mit Wien jenseits der Gleise eine Trilogie zum Abschluss. In den drei Romanen geht es um Fragen der eigenen Identität, der Herkunft, um die Auseinandersetzung mit der Welt der Väter und nicht zuletzt um die Freundschaft, der Kontra mehr als einmal ein wunderbares Denkmal setzt. In Ungarn trug ihm das Buch den Leserpreis der Zeitschrift Elle ein.

„Ferenc Kontra gehört zu den wenigen Autoren, die ein angeborenes Talent zum Schreiben besitzen; er weiß, wie man schreibt, er hat ein Gefühl für Proportionen, einen unverwechselbaren Stil und es gibt kaum eine Seite, die man nicht zu Ende lesen müßte: seine Sätze greifen mit geschmeidiger, vertrauenerweckender Direktheit ineinander und sind dennoch luftig genug, um jener dunklen Ironie Raum zu geben, die unerläßlich ist, wenn man mit einer gewissen zeitlichen Distanz auf die Dinge zurückblickt.“

„Ich schaue mir den Aufbau des Romans „Gymnasiasten“ an und habe den Eindruck, daß er sehr bewußt und massiv konstruiert ist; aber das stört mich beim Lesen nicht. Erst nach dem Lesen fiel mir dann auf, daß ich eine Konstruktion mitgelesen hatte, ein System von Orientierungspunkten. Das blaue Dach der Pécser Moschee ist beispielsweise ein solcher Punkt für denjenigen, der sie vier Jahre lang von seinem Internatsfenster aus gesehen hat. Irgendwie gehörte sie in den Alltag der Internatsschüler. Diese blaue Kuppel taucht systematisch in dem Text auf, doch erst im Nachhinein bin ich darauf gekommen, daß sie die ganze Zeit da war und daß sie blau war. Und in mir bleibt das paradoxe Gefühl, daß dieser Roman schöner ist, als er ist. Dazu von bedingungsloser Ehrlichkeit: Ich glaube Kontra jedes Wort.“

## Auszeichnungen
- 1987 Ervin Sinkó-Preis
- 1992 Károly Szirmai-Preis
- 1994 Zsigmond Móricz-Stipendium
- 1995 Artisjus-Stipendium
- 1997 Holmi-Literaturpreis für die beste Erzählung
- 1998 Híd-Preis
- 2000 Stipendium des Herrenhauses Edenkoben (Deutschland)
- 2001 Gewinner des Ersten Ungarischen Drama-Wettbewerbs der Vojvodina
- 2011 NKA-Stipendium
- 2013 Sándor Márai-Preis
- 2014 Attila-József-Preis
- 2018 János Arany-Preis
- 2018 Der beste Roman des Jahres-Preis[1]
- 2022 Lorbeerkranz-Preis[2]
- 2023 Prima Primissima-Preis

## Werke
- 1984 Jelenések (Offenbarungen, Gedichte)
- 1986 Fehér tükrök (Weiße Spiegel, Gedichte)
- 1988 Drávaszögi keresztek (Drauwinkler Kreuze, Roman)
- 1991 Nagy a sátán birodalma (Groß ist das Reich des Satans, Erzählungen)
- 1993 Ősök jussán (Wie geerbt, Erzählungen)
- 1993 Holtak országa (Land der Toten, Erzählungen)
- 1993 Kalendárium (Kalendarium, Geschichten aus der Kindheit)
- 1995 Úgy törnek el (So zerbrechen sie, Roman)
- 1996 A halász fiai (Die Söhne des Fischers, Jugendroman)
- 1998 Gyilkosság a joghurt miatt (Mord wegen des Joghurts, Prosa)
- 2002 Gimnazisták (Gymnasiasten, Roman)
- 2002 A kastély kutyái, egy utazás fejezetei (Die Hunde vom Schloß. Kapitel einer Reise)
- 2003 Farkasok órája (Die Stunde der Wölfe, Roman)
- 2006 Wien a sínen túl (Wien jenseits der Gleise, Roman)
- 2007 Szélördög és más mesék (Windteufel und andere Geschichten)
- 2008 Drávaszögi keresztek II. (Drauwinkler Kreuze II, Roman)
- 2011 Horvátország magyar irodalma (Ungarischen Literatur in Kroatien, Literaturgeschichte)
- 2013 Idegen (Der Fremde, Roman)
- 2014 Angyalok regénye (Die Geschichte des Engels, Roman)
- 2017 Életkörök (Die Kreise des Lebens, Roman)
- 2018 Az álom hídja (Die Brücke des Traums, Roman)
- 2020 Lepkefogó (Der Schmetterlingsfänger, Roman)
- 2021 Wiener Kerle (Roman), ISBN 978-963-541-064-4
- 2023 Der Junge (Roman) ISBN 978-963-414-993-4